# Subure
Subure ou Suburre (Subūra en latin) est un quartier pauvre et populeux de la Rome antique, situé au nord du Forum entre le Viminal et l’Esquilin, qui s’étendait au pied et sur les pentes du Viminal et du Quirinal et longeait les Forums impériaux. Il se trouve de nos jours dans le rione de Monti.
Le quartier de Subure se trouvait dans le prolongement de l’Argiletum (ou voie de l’Argilète) – perpendiculaire à la Via Sacra (Voie sacrée) –, la rue la plus animée de la ville avec ses libraires, se dirigeant vers le Nord, pour conduire vers ce quartier populaire de mauvaise réputation, l’un des bas-fonds les plus sordides de Rome et l’un des plus célèbres de toute l’Antiquité, où est pourtant né et a été élevé Jules César dans une maison (domus) peu ostentatoire qui avait été encerclée par l’extension des immeubles de rapport (insulae), comme l'écrit Suétone, et où a vécu le poète Martial, lorsqu’il vint de Tarraconaise, dans le Nord de l’Espagne, à Rome, en l’an 64.

## Un quartier populaire
Subure était un quartier sale et bruyant, où l’on trouvait la plus grande concentration d'insulae de la ville. Les pauvres s’y logeaient ou plutôt s’y entassaient dans des immeubles trop hauts, construits à la va-vite, qui souvent, s’écroulaient ou prenaient feu ; c’est pour cela que le fond du forum d'Auguste, qui était son voisin le plus proche, était pourvu d’un mur de séparation de 30 mètres de haut destiné à le protéger de ce péril.

## Une mauvaise réputation

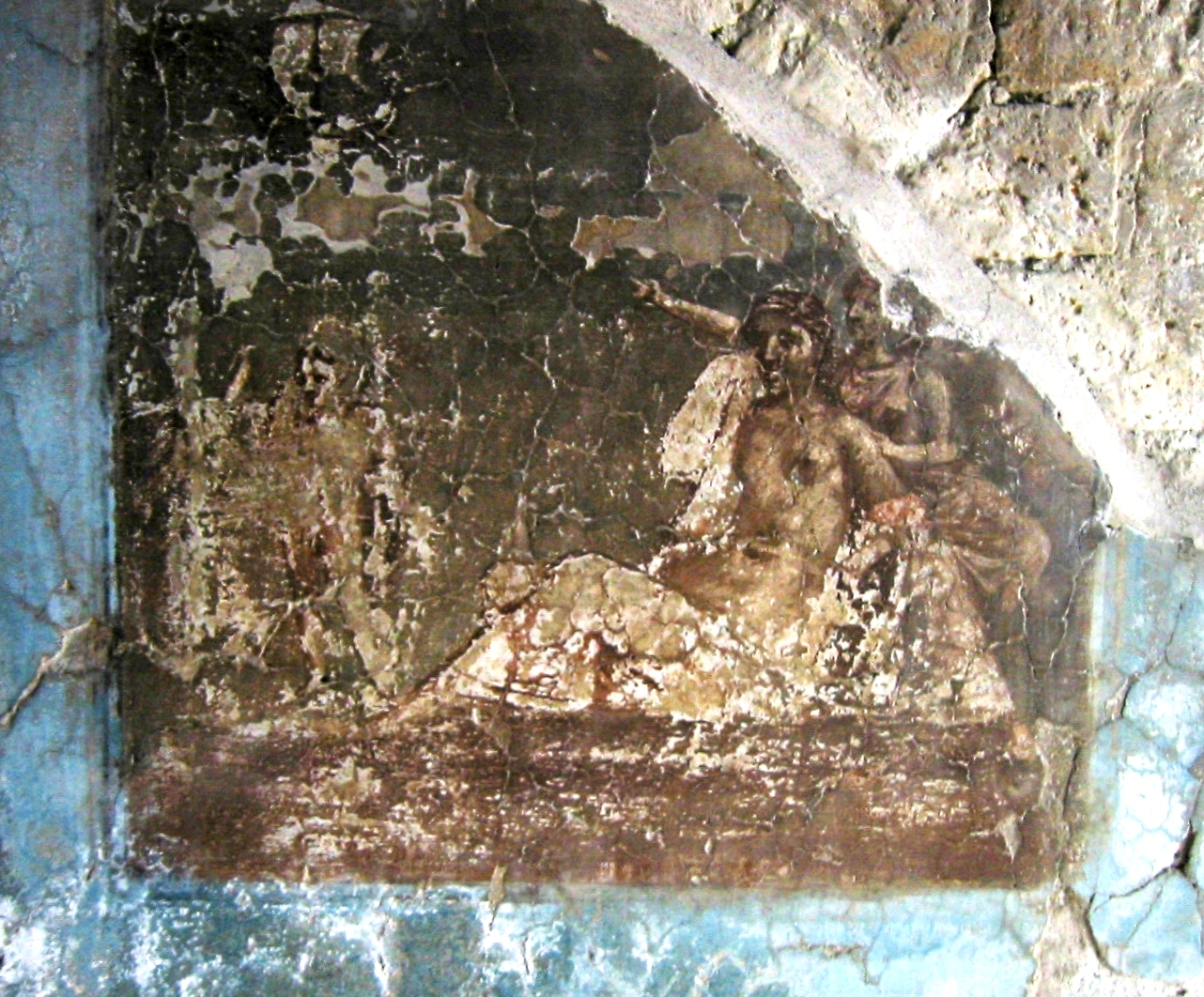
Lupanar romain.

Subure était, avec le Vélabre et le Trastevere, l’un des quartiers les plus connus et ayant la plus mauvaise réputation de Rome. Sa renommée provenait pour une très large part de l’amour vénal qui s’y pratiquait et qui, un temps, attira les poètes élégiaques. On y trouvait un grand nombre de prostituées peu chères, de brigands et d’esclaves en fuite. Les bordels y ouvraient à l’heure légale, c’est-à-dire à la neuvième heure. De nombreux submemmia de dernière catégorie y étaient disponibles :  petites cellules sans fenêtres qui se fermaient à l’aide d’un rideau et où, selon le poète Martial, des filles et des garçons nus attendaient, dans la puanteur et la crasse, des clients éventuels moyennant seulement deux as[réf. souhaitée]. Dans les cauponae (débits de boisson) et les popinae (tavernes de mauvaise réputation), on pouvait à la fois se restaurer, se divertir à des tables de jeu et louer des chambres pour se livrer à des ébats avec des prostituées. Lors des Jeux, les filles de joie n’hésitaient pas à y tenter les Romains aisés ainsi que les vainqueurs présents, qui devaient nécessairement, pour se rendre au Forum, traverser ses rues sinueuses, étroites et mal famées.
C’est dans ce quartier de Subure que, si l’on en croit Juvenal, l’impératrice Messaline venait se prostituer.

## Cérémonie duCheval d'octobre
À l’occasion de la cérémonie du Cheval d'octobre qui se déroulait le 15 du même mois, il y avait une course de chars et le cheval de droite de l'équipage gagnant était sacrifié au dieu Mars. Sa tête coupée était l’enjeu d’une compétition disputée entre les habitants du quartier situé autour de la Via sacra, qui devaient la porter depuis le Champ de Mars jusqu'à la Regia sur le Forum Romanum, et ceux du Suburre qui cherchaient à la porter à la Tour Mamilia.

## Le portique de Livie
Il n’y avait à Subure qu’un seul monument, en périphérie du quartier, le « portique de Livie », sur la colline de l’Esquilin, construit entre 15 et 7 av. J.-C. par l’empereur Auguste en l’honneur de sa seconde épouse, sur l’emplacement de la maison que Vedius Pollion lui légua l’an 739 de Rome (15 av. J.-C.). Ce portail monumental était situé sur ce qui sera dans le futur l'emplacement Thermes de Trajan.
La construction de ce portique, plus grand que celui d’Octavie, construit 44 ans auparavant, fut commencée sous les noms de ses fils adoptifs Lucius et Caius, qui moururent pendant l’édification, et lorsqu’il fut achevé, Auguste le dédia à son épouse Livie.
Le géographe grec Strabon, contemporain d’Auguste, mentionne avec admiration le portique de Livie dans sa Géographie.
Pour l’édifier, Auguste a fait démolir la très grande et somptueuse demeure (8 000 m²) que lui avait léguée à sa mort un fils d'affranchi fort riche, Vedius Pollion. Le centre de la place était occupé par un petit temple dédié à la déesse Concorde (Concordia Augusta), au milieu duquel, se trouvaient deux statues, celle d’Auguste et celle de Livie, respectivement représentés en Mars et en Vénus. Le petit temple présentait le couple impérial comme un modèle de l’entente qui doit régner dans l’État romain comme dans les foyers. Il était très fréquenté par les jeunes mariés qui venaient au portique de Livie pour accomplir un sacrifice à la déesse Concorde.
Ovide (Publius Ovidius Naso), dans ses Fastes parle de ce temple en ces termes :

« À toi aussi, ô déesse Concorde, Livie a dédié un temple magnifique, en témoignage de la concorde qu’elle assura à son époux aimé. Sachez-le pourtant, générations à venir : là où se trouve actuellement le portique de Livie, était construite une immense demeure ; cette maison a elle seule était comme une ville et occupait plus d’espace que n’en occupent de nombreuses cités à l’intérieur de leurs murailles. Elle fut complètement rasée, non sur une accusation d’aspiration au trône, mais parce que son luxe même paraissait nocif. César consentit à démolir de fond en comble ces constructions si imposantes et à perdre tant de richesses dont il était l’héritier : c’est ainsi qu’on exerce la censure et qu’on donne des exemples, lorsque, étant juge, on fait soi-même ce que l’on recommande aux autres. »

— Ovide, Fastes, VI, 637-648.
Le portique de Livie est évoqué par Pline le Jeune dans sa correspondance (Lettre à son cher Voconius Romanus).

## L’assassinat de Sextius Roscius
Le quartier surpeuplé de Subure, où bat le cœur de Rome, a été le théâtre en 81 av. J.-C. d’un crime resté célèbre, qui est relaté dans le discours Plaidoyer pour Sextius Roscius d’Ameria de Cicéron, jeune avocat de vingt-sept ans, qui défendit le jeune homme, Sextus Roscius fils, suspecté à la suite d’un complot d’être l’assassin de son père Sextus Roscius.

## Témoignages littéraires
La littérature latine a laissé de nombreux témoignages (Horace, Juvénal, Martial) sur le quartier de Subure, notamment Juvénal, qui assure avoir trouvé l’inspiration de ses Satires, écrites entre 90 et 127, dans les rues de Rome. Ses pages les plus célèbres en décrivent les embarras et les dangers, de jour comme de nuit. C’est aux quartiers d’habitation du nord-est de la ville que Juvénal s’intéresse le plus, et notamment Subure et son effervescence.
Au XIXe siècle, Gustave Flaubert évoque, dans Salammbô, le quartier de « Suburre » :

« Un cri d’horreur s’éleva. Oh ! vous frapperez vos poitrines, vous vous roulerez dans la poussière et vous déchirerez vos manteaux ! N’importe ! il faudra s’en aller tourner la meule dans Suburre et faire la vendange sur les collines du Latium. »

— Gustave Flaubert, Salammbô, chap. 7
De même, dans son recueil Les Trophées publié en 1893, José-Maria de Heredia évoque ce quartier dans le sonnet Après Cannes, où il décrit l'angoisse du peuple romain attendant l'arrivée imminente de l'armée d'Hannibal : 
Et chaque soir la foule allait aux aqueducs,

Plèbe, esclaves, enfants, femmes, vieillards caducs

Et tout ce que vomit Subure et l'ergastule ;

Tous anxieux de voir surgir, au dos vermeil

Des monts Sabins où luit l'œil sanglant du soleil,

Le chef borgne monté sur l'éléphant gétule.